# Синъи
Синъи́ (кит. упр. 兴义, пиньинь Xīngyì) — городской уезд Цяньсинань-Буи-Мяоского автономного округа провинции Гуйчжоу (КНР).

## История
Во времена империи Цин в 1727 году в провинции Гуйчжоу была создана Наньлунская управа (南笼府). В 1797 году на подвластной управе территории произошло восстание. После его подавления Наньлунская управа была переименована в Синъискую управу (兴义府), а в составе управы был образован уезд Синъи (兴义县). В 1862 году на подвластной управе территории вспыхнуло восстание войск белого знамени, на подавление которого ушло почти десять лет. Так как восставшие войска почти сразу захватили место размещения властей управы и убили главу управы, то управу возглавил заместитель убитого главы, который стал вести дела разместившись в уезде Синъи. После Синьхайской революции в Китае была проведена реформа структуры административного деления, в ходе которой управы были упразднены, и поэтому в 1913 году Синъиская управа была расформирована; место пребывания властей бывшей управы было выделено в отдельный уезд Наньлун (南笼县).
После вхождения этих мест в состав КНР в 1950 году был создан Специальный район Синжэнь (兴仁专区), и уезд вошёл в его состав. В декабре 1952 года власти специального района переехали из уезда Синжэнь в уезд Синъи, и Специальный район Синжэнь был переименован в Специальный район Синъи (兴义专区). 18 июля 1956 года Специальный район Синъи был расформирован, и уезд перешёл в состав Специального района Аньшунь (安顺专区).
В июле 1965 года Специальный район Синъи был воссоздан, и уезд вернулся в его состав. В 1970 году Специальный район Синъи был переименован в Округ Синъи (兴义地区).
Постановлением Госсовета КНР от 21 сентября 1981 года Округ Синъи был преобразован в Цяньсинань-Буи-Мяоский автономный округ.
Постановлением Госсовета КНР от 6 ноября 1987 года уезд Синъи был преобразован в городской уезд.

## Административное деление
Городской уезд делится на 8 уличных комитета, 17 посёлков и 5 волостей.

## Достопримечательности
- Каньон реки Малин (ущелье Малинхэ), известный своими водопадами[2][3].